# Volvulella paupercula
Volvulella paupercula is een slakkensoort uit de familie van de Rhizoridae. De wetenschappelijke naam van de soort is voor het eerst geldig gepubliceerd in 1883 door Watson.